# Christoph Graf (Offizier)

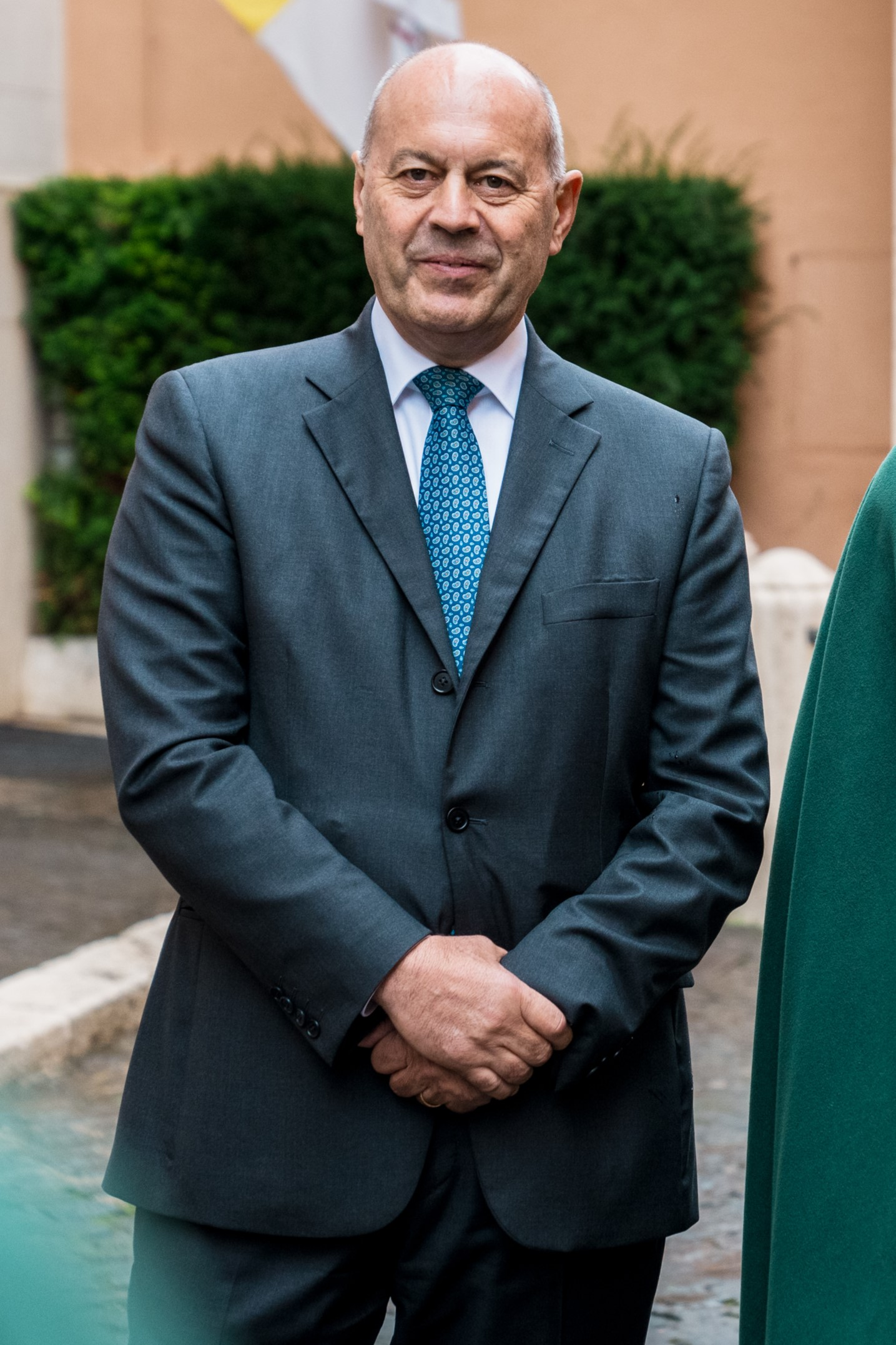
Christoph Graf (2024)

Christoph Martin Graf (* 1961 in Pfaffnau, Kanton Luzern) ist ein Schweizer Offizier in fremden Diensten. Er ist seit Februar 2015 der 35. Kommandant der Päpstlichen Schweizergarde im Vatikan.

## Leben
Christoph Graf, eines von neun Geschwistern aus einer Familie aus Pfaffnau im Kanton Luzern, war zunächst für die Schweizerische Post tätig. 1987 trat er in die Päpstliche Schweizergarde ein. 2010 wurde er von Papst Benedikt XVI. zum Vizekommandanten und Stellvertreter Daniel Anrigs befördert. Zuvor war Graf Hauptmann und Instruktor der Rekruten. Als Vizekommandant war er erster Berater des Kommandanten und Verbindungsoffizier nach aussen. Ausserdem war er Stabschef und verantwortlich für das Controlling.
Am 1. Februar 2015 ernannte ihn Papst Franziskus zum Kommandanten ad interim und am 7. Februar 2015 schliesslich zum Kommandanten der Schweizergarde im Rang eines Obersts.
Er ist verheiratet und Vater zweier Kinder.